# Гьоста Миттаг-Лефлер
Магнус Густав (Гьоста) Миттаг-Лефлер (на шведски: Magnus Gustaf (Gösta) Mittag-Leffler; 16 март 1846, Стокхолм – 7 юли 1927, Юршхолм) е шведски математик. Член е на Санкт-Петербургското математическо общество.

## Биография
Роден е в семейството на училищен директор. Има сестра, Анна Шарлота Лефлер-Едгрен, шведска писателка.
Миттаг-Лефлер е професор в университетите в Хелзинки (от 1877) и Стокхолм (от 1881). Трудовете му се отнасят към теорията на аналитичните функции, която днес се нарича комплексен анализ. През 1882 г. основава едно от най-големите математически списания – Acta mathematica. Завещава дома си за създаване на математическия институт, който носи неговото име.
Той е убеден привърженик на идеята за равноправие на жените: Като член на Комитета за Нобелови награди той успява да убеди комитета за това не само Пиер Кюри, но и Мария Склодовска-Кюри да получи Нобелова премия за 1903 г., а също помага на София Ковалевска да стане първата жена – професор по математика (в Стокхолм). Известен ученик на Гьоста Миттаг-Лефлер е финландският математик Ялмар Мелин.